# Kostel Saint-Pierre de Saint-Pierre-des-Tripiers
Kostel Saint-Pierre de Saint-Pierre-des-Tripiers je římskokatolický románský kostel nalézající se ve vesnici Saint-Pierre-des-Tripiers na náhorní plošině Causse Mejean ve francouzském departementu Lozère. Kostel je od 20. října 1987 chráněn jako historická památka Francie. 

## Historie
Kostel patřil převorství v Le Rozier a pochází z velké části z 12. století (loď s výjimkou posledního západního pole; chór s bočními apsidami tvořícími transept). Západní lodní pole bylo přistavěno přibližně ve 13.-14. století. Průčelí bylo pravděpodobně přestavěno na konci 15. nebo na počátku 16. století. V 17. století byly přistavěny boční lodě, nejprve severní a poté jižní. Zvonice byla přestavěna v nedávné době, pravděpodobně po zničení předchozí zvonice v roce 1793. Kostel sousedí s domem převora.

## Galerie

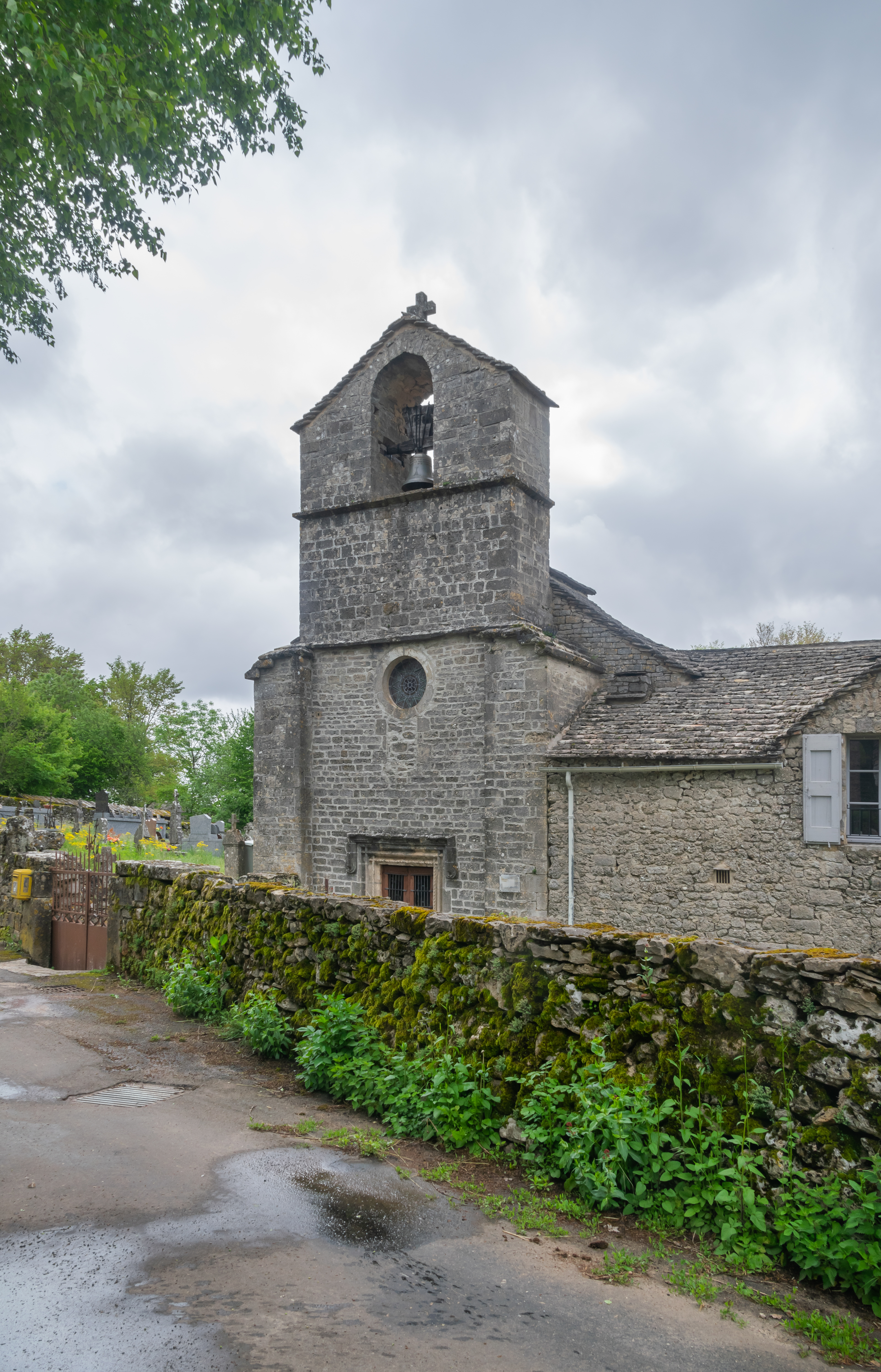
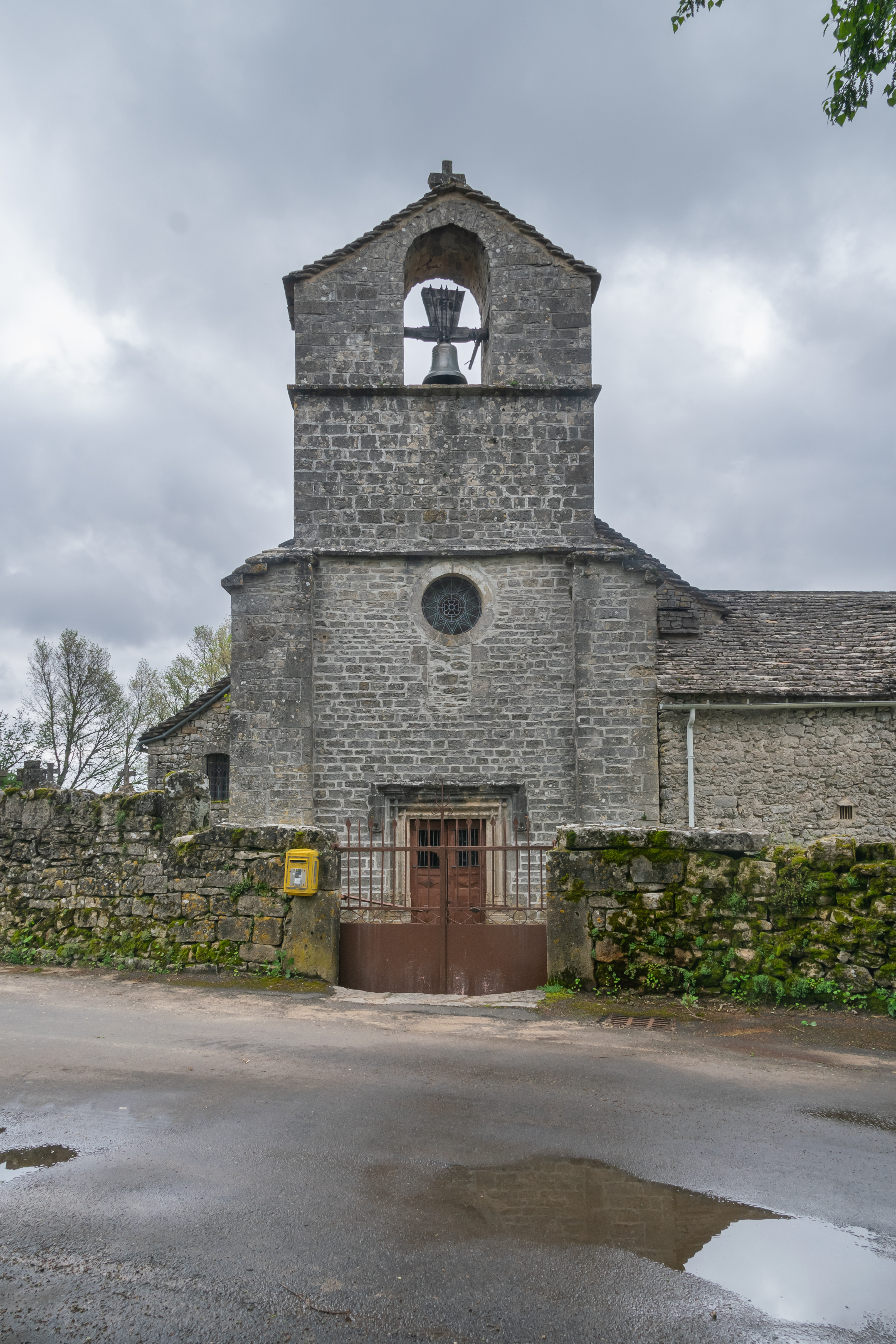
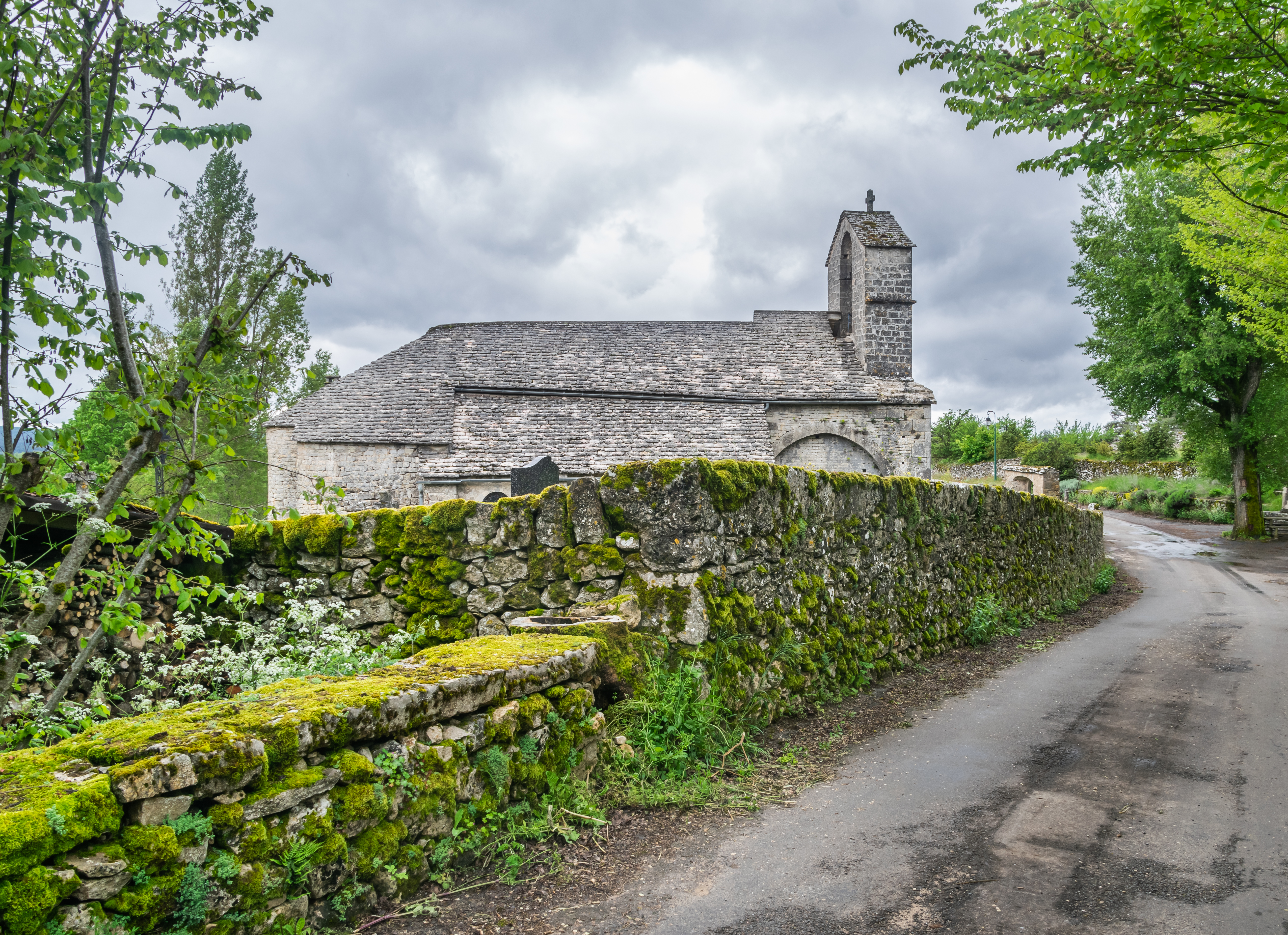
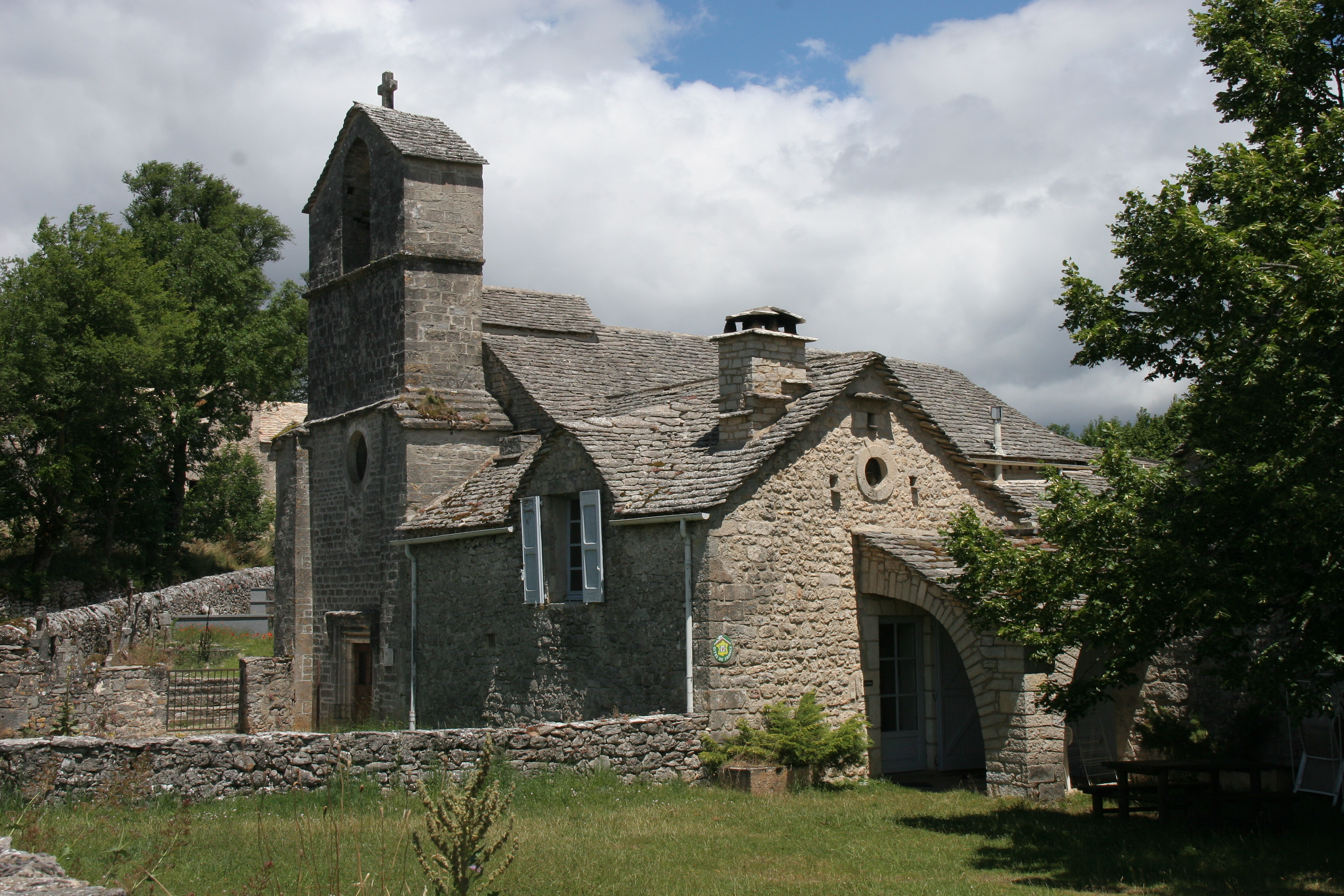
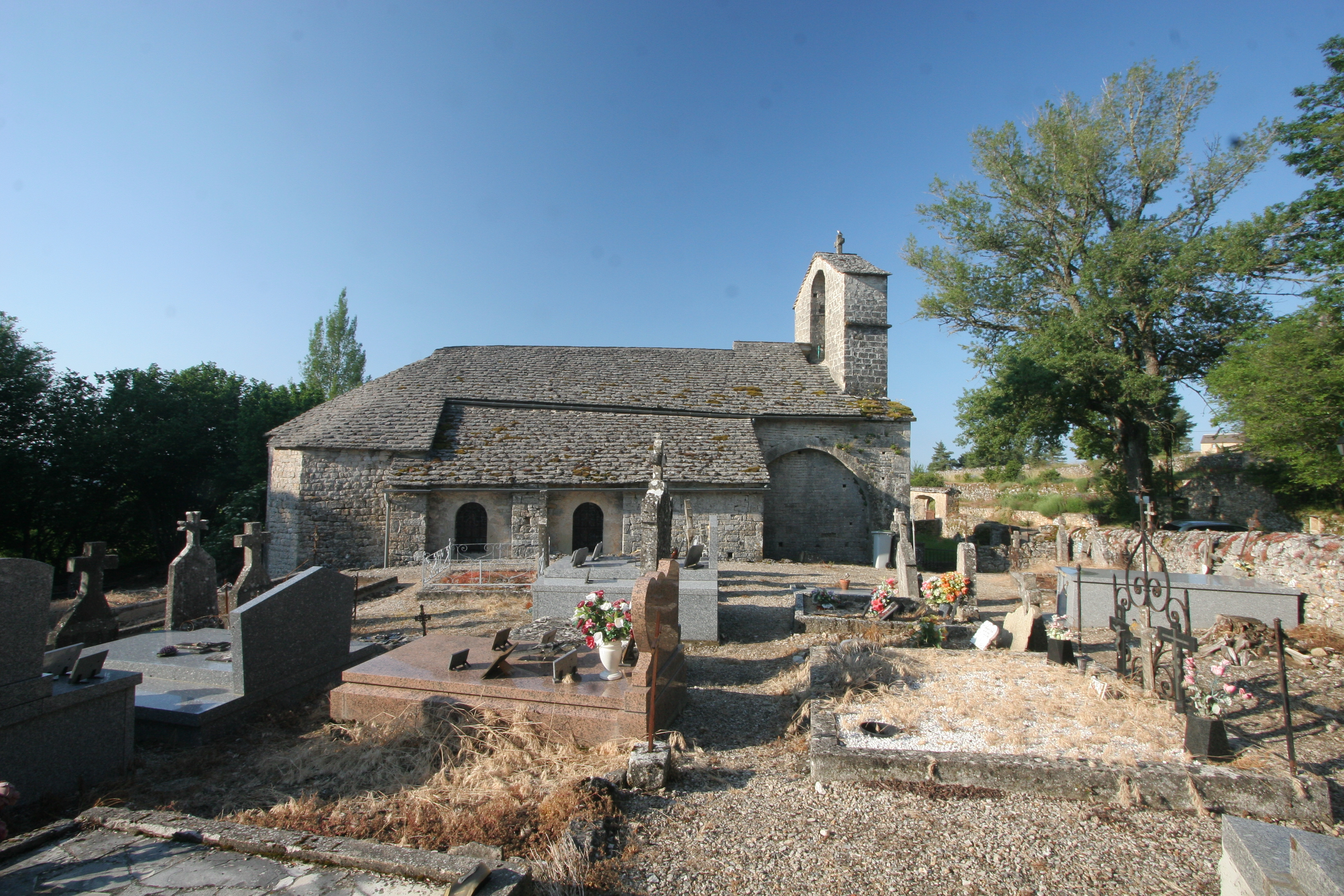